# Jacques Desrosiers chante la poule
Albums de Jacques Desrosiers
Comédie twistée
(1964) Jacques Desrosiers
(1968)
Singles
1. Splish Splash / C'est toi mon cibole
Sortie : Juillet 1965
2. Y'a des bébittes / Je suis soldat
Sortie : Septembre 1965
3. Un homme malade / Les cigarettes
Sortie : Avril 1966
4. L'État du Québec '66 / Les élucubrations de Jacques
Sortie : Juillet 1966
5. Comme d'habitude / La poule
Sortie : Octobre 1968

Jacques Desrosiers chante la poule est un album de chansons humoristiques de Jacques Desrosiers, commercialisé en 1968.
Il s'agit du quatrième album solo de Jacques Desrosiers, il porte le numéro de catalogue TR 259-31.
Cet album a été réédité sous étiquette Nouveau Montagnard (15-507), en 1968 également.

## Compositions
Cet album est principalement composé de parodies de succès français et américains :
- Les élucubrations de Jacques (Les Élucubrations d'Antoine)
- Splish Splash (Splish Splash)
- Un homme malade (A Well Respected Man / Un jeune homme bien)
- C'est toi mon cibole (My Boy Lollipop / C'est toi mon idole)
- Les cigarettes (Les marionnettes)
- Comme d'habitude (Comme d'habitude)

## Titres
| 1. | Les élucubrations | Pierre Antoine Muraccioli, Adapt. Jacques Desrosiers | 2:20 |
| 2. | Splish Splash     | Bobby Darin, Murray Kaufman, Adapt. Richer           | 1:40 |
| 3. | Un homme malade   | Ray Davies, Adapt. Frank Gérald / Jacques Desrosiers | 2:28 |
| 4. | La poule          | Jean Robitaille                                      | 1:39 |

| 5. | C'est toi mon cibole | Robert Spencer, Morris Levy, Johnny Roberts, Adapt. Frank Gérald | 2:04 |
| 6. | Les cigarettes       | Christophe, Adapt. Jacques Desrosiers                            | 2:39 |
| 7. | Comme d'habitude     | Claude François, Jacques Revaux, Adapt. Jean Robitaille          | 3:37 |
| 8. | L'État du Québec     | Denis Pantis, Gilles Brown                                       | 2:21 |

## Crédits
- Distribution : Trans-Canada Disques
- Production : Industries Denis S. Pantis